# کیلکنی (مینه‌سوتا)
کیلکنی، مینه‌سوتا (به انگلیسی: Kilkenny, Minnesota) یک شهر در ایالات متحده آمریکا است که در شهرستان لو سوئور، مینه‌سوتا واقع شده‌است.

## خصوصیات
کیلکنی ۰٫۳۶ کیلومترمربع مساحت و ۱۳۴ نفر جمعیت دارد و ۳۲۳ متر بالاتر از سطح دریا واقع شده‌است.